# 山室静

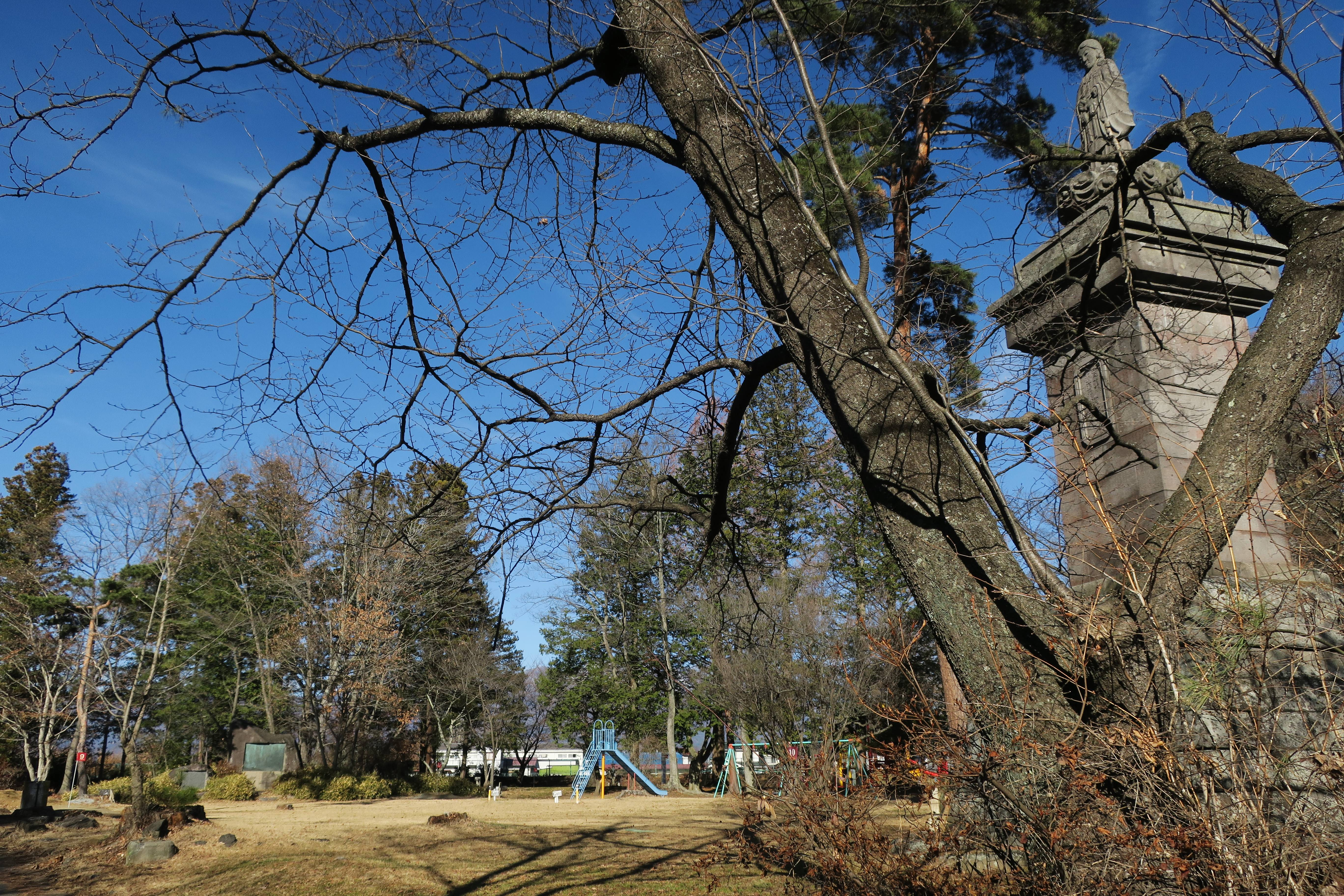
記念碑が建つ佐久市鼻顔公園

山室 静（やまむろ しずか、男性、1906年（明治39年）12月15日 - 2000年（平成12年）3月23日）は、日本の詩人・文芸評論家・翻訳家。

## 来歴・人物
教師であった父茂次郎、母いまの第5子として、赴任先の鳥取県鳥取市に生まれる。兄に中部日本新聞社社長となった山室次郎、九州大学教授・中国哲学者の山室三良がいる。母も断続的に教師として勤務していた。7歳から父母の郷里である長野県北佐久郡岩村田町（現佐久市）で育ち、旧制野沢中学（現在の長野県野沢北高等学校）卒業後、代用教員などを務め） 1927年に岩波書店に入社、東洋大学夜間部、日本大学夜間部に通い、1930年に労働争議により岩波書店を退社、アンドリュウス商会に勤めたが、1937年に同社の解散により失業している。1939年、評論集『現在の文学の立場』を上梓する。1939年、阿部次郎を慕って東北帝国大学法文学部（現在の文学部）美学科に入学し、1941年に繰り上げ卒業となった。
1932年、25歳の時、プロレタリア科学研究所に属し、本多秋五、平野謙らの知遇を得るとともに、同年代の文筆家と交流を深める。共産主義に傾倒した結果、1933年に逮捕拘留され、その後も2度留置されるなど弾圧を受ける。1936年、生涯の伴侶となる美喜と結婚する。
1946年に、埴谷雄高、小田切秀雄、本多秋五らとともに雑誌『近代文学』を創刊する。また堀辰雄らと共に文芸雑誌『高原』の創刊にかかわる。この時期以降、ヤコブセン、ノヴァーリスの翻訳や各種評論などを精力的に執筆する。文学研究者としての刊行本も、『島崎藤村読本』『評伝森鴎外』『世界文学小史』『世界神話』『アンデルセン童話玉選』など多数に及ぶ。
1958年に日本女子大学講師となり、のち教授に就いた。1961年、オランダで開催された国際比較文学会に日本代表として出席する。またタゴール生誕百年記念論文集の編纂にも携わる。1966年、立原えりかと児童文学の同人誌『海賊』を創刊する。1967年、詩集『時間の外で』を上梓する。1968年、『トーベ・ヤンソン全集』の出版に際し、それまで翻訳した『ムーミン』シリーズに加え『ムーミン谷の仲間たち』を新たに訳出する。1972年に日本女子大学教授を辞し、非常勤講師を4年続けた。この年『山室静著作集』の刊行が始まり、翌年に平林たい子文学賞を受賞する。
1975年には、青年期に教師をしていた旧野沢高等女学校（現在の長野県野沢南高等学校）生徒の、戦時中名古屋での勤労動員の記録『十六歳の兵器工場』出版のため尽力する。同年『アンデルセンの生涯』で毎日出版文化賞を受賞する。1982年に自宅から失火、蔵書5000冊、原稿2000枚などが焼失し、一時は北欧神話研究から断念しようとするが、埴谷雄高や本多秋五らが中心になって「山室夫妻を励ます会」主催するなど、周囲の励ましを受けて復帰する。佐久文化会議議長を務め、長野県を拠点として、佐久文化賞、農民文学賞選考委員を務める。1986年、随筆集『老いの気晴らし』を刊行する。1992年には神奈川文化賞を受賞、『山室静自選著作集』（全8巻）の出版が始まる。白内障の悪化により、途中からは妻の美喜が校正を行った。2000年、老衰のため死去した。93歳没。戒名は大智院文誉澹静徳胎居士。
教師生活では、東北在住時代にも教員を務めたこともあり、当時の教え子の話によると「コンニャク先生」というあだ名などでも呼ばれていたという。

## 業績
北欧文学・北欧神話についての数々の著作や、ハンス・クリスチャン・アンデルセン、アストリッド・リンドグレーン、トーベ・ヤンソンなど北欧の児童文学作家の翻訳書を多く残した。また、アイスランドを訪問して同国のノーベル賞作家ハルドル・ラクスネスと会見したこともあり、その作品の翻訳も試みた。エッダやサガなどのアイスランド古典文学の日本への紹介の先駆者である。さらに北欧だけでなく、ライナー・チムニクなど当時・日本で知られていなかったドイツの童話作家の作品を翻訳し、日本に紹介した。そのほか、森鷗外、島崎藤村、宮沢賢治、タゴールの研究でも知られる。1972年版「世界大百科事典」の関連項目も執筆している。また教育者としては、文化学院、日本女子大学などで教鞭をとった。

## 著書
- 『現在の文学の立場』（赤塚書房） 1939
- 『世界文学』（伊藤書店） 1943、のち改題『世界文学小史』（現代教養文庫）
- 『世界文学の花園』（山根書店） 1948
- 『シュワイツァー』（講談社） 1955年、のち旺文社文庫、のち講談社火の鳥文庫
- 『アンデルセン』（あかね書房） 1955年、のち講談社火の鳥文庫
- 『文学と倫理の境で』（宝文館） 1958：評論集
- 『遅刻抄』（アポロン社） 1958：作品集
- 『北欧文学の世界』（弘文堂） 1959
- 『評伝 森鷗外』（実業之日本社） 1960、のち講談社文芸文庫
- 『聖書物語』（偕成社、児童世界文学全集） 1961、のち現代教養文庫、のち文元社
- 『踊り場にて 作家論と感想』（弥生書房） 1963
- 『アイスランド 歴史と文学』（紀伊国屋新書） 1963
- 『ギリシャ神話 付・北欧神話』（現代教養文庫） 1963、のち文元社
- 『時間の外で』（弥生書房） 1967：詩集
- 『氷島記』（皆美社） 1969：小説集
- 『何のために』（皆美社） 1969：小説集
- 『山室静 著作集』全6巻 （冬樹社） 1972 - 1973
- 『植物的生活から』（八坂書房） 1973
- 『アンデルセンの生涯』（新潮選書） 1975、のち新版 2005、のち現代教養文庫
- 『アンデルセンの世界』（サンリオ） 1975
- 『晩秋記』（集英社） 1976
- 『籐椅子の上で 詩と回想』（皆美社） 1977
- 『北欧の神々と妖精たち』（岩崎美術社） 1977
- 『世界のシンデレラ物語』（新潮選書 1979
- 『春の夜の夢 随想と思い出』（皆美社） 1980
- 『北欧文学ノート』（東海大学出版会、北欧文化シリーズ） 1980
- 『童話とその周辺』（朝日選書） 1980
- 『バイキング王物語』（筑摩書房、ちくま少年図書館） 1981
- 『サガとエッダの世界 アイスランドの歴史と文化』（社会思想社） 1982年、のち現代教養文庫 1992、のち文元社
- 『北欧の神話 神々と巨人のたたかい』（筑摩書房、世界の神話8） 1982／、のち改題『北欧の神話』（ちくま学芸文庫） 2017
- 『ひっそりと生きて 詩と回想』（皆美社） 1986
- 『老いの気晴らし』（皆美社） 1986：随想集
- 『ニーベルンゲンの歌 ドイツのジークフリート物語』（筑摩書房、世界の英雄伝説） 1987
- 『少年少女こころの伝記 アンデルセン』（全家研・新学社） 1991
- 『山室静 自選著作集』全10巻（郷土出版社） 1992 - 1993

## 編著
- 『島崎藤村読本』（編、河出新書） 1956
- 『日本の風土記 北海道』（編、宝文館） 1959
- 『16歳の兵器工場 長野県野沢高女勤労動員の手記』（編、太平出版社） 1975

## 翻訳
- 『アリエル シエリイの生涯』（アンドレ・モオロア、耕進社） 1935
- 『近代文学の意味 文学論集』（ジョン・ミドルトン・マリ、改造文庫） 1940
- 『文化哲学 第1部』（アルベルト・シュヴァイツァー、みすず書房） 1946
- 『信仰と愛』（ノヴァーリス、青磁社） 1947
- 『幻の馬車』（ラーゲルレーヴ、新月社、ラーゲルレーヴ作品集7） 1949、のち新潮文庫
- 『決闘』（クライスト、思索社） 1950
- 『ジェニイの肖像』（ロバート・ネーサン、鎌倉書房） 1950、のち偕成社文庫
- 『小びとのお姫様』（ゲーテ、ジープ社） 1951
- 『金の女王の山 北欧昔話』（講談社、世界名作童話全集） 1951
- 『パンと葡萄酒』（イグナチオ・シローネ、橋本福夫共訳、月曜書房） 1951
- 『ニルスのふしぎなたび』（ラーゲルレヴ、あかね書房） 1953
- 『みじかい北国の夏に』（クヌート・ハムスン、早川書房） 1953
- 『ドストエフスキイ』（J・ミドルトン・マリ、鎌倉書房） 1953
- 『ドクトル・ビュルゲルの運命』（カロッサ、創元社、カロッサ作品集1） 1953
- 『日向丘の少女 / シュンネーヴェ・ソルバッケン』(ビョルンソン、角川文庫） 1954
- 『グリム童話全集 4』（河出書房） 1955
- 『独立の民』（ハルドゥール・ラックスネス、林穣二, 山口琢磨共訳、大日本雄弁会講談社） 1957
- 『アフリカの民話』（未來社、世界の民話1） 1958
- 『世界神話物語集』（偕成社、児童世界文学全集） 1960
- 『窓辺の少年』（ドドスン、早川書房、黒人文学全集6） 1961
- 『ラ・プラタの博物学者』（W・H・ハドソン、講談社、世界ジュニアノンフィクション全集） 1961
- 『峡湾と牧場の国から 近代北欧詩集』（弥生書房） 1961
- 『みつばちマーヤの冒険』（ボンゼルス、講談社、少年少女世界文学全集） 1962
- 『ガリバー旅行記』（スウィフト、講談社） 1962
- 『聖書物語』（H・ヴァン・ルーン、平凡社、世界教養全集） 1962
- 『オクスフォード世界の民話と伝説（北欧編）』（グウイン・ジョーンズ、講談社） 1964
- 『オッター32号機SOS』（レイフ・ハムレ、あかね書房） 1965
- 『まつかさのこびととりす』（ニルス・ヨハン・ルード、麦書房、新編雨の日文庫） 1966
- 『まほうのチョーク』（シンケン・ホップ、偕成社） 1966
- 『魔法つかいのリーキーさん』（ジョン・バードン・サンダーソン・ホールデン、講談社、世界の名作図書館） 1967
- 『小さなとらと大どろぼう』（ライナー・チムニク、偕成社） 1968
- 『北風のうしろの国へ』（ジョージ・マクドナルド、田谷多枝子共訳、講談社、世界の名作図書館） 1968
- 『水と原始林のあいだで』（シュワイツァー、講談社、世界の名作図書館） 1968
- 『ノルダーナイの大洪水』（カーレン・ブリクセン、新潮社） 1970
- 『幸福の王子』（ワイルド、文研出版） 1971
- 『飢え』（クヌート・ハムスン、主婦の友社、ノーベル賞文学全集） 1971
- 『哲学以前 古代オリエントの神話と思想』（H・フランクフォート、田中明共訳、社会思想社） 1971
- 『昔話とメルヘン』（F・ライエン、岩崎美術社、民俗民芸双書） 1971
- 『北欧神話と伝説』（ヴィルヘルム・グレンベック、新潮社） 1971、のち講談社学術文庫 2009
- 『もぐらのグラボー』（ルイズ・ムルシェツ、実業之日本社） 1972
- 『原爆基地』（ハルドール・ラクスネス、主婦の友社、ノーベル賞文学全集） 1972
- 『ヨルゲンセン詩集』（ヨルゲンセン、弥生書房） 1973
- 『赤毛のエリク記 古代北欧サガ集』（冬樹社） 1974
- 『世界のどうぶつ話』（偕成社） 1975
- 『抵抗の牧師カイ・ムンク その生涯・説教・戯曲』（教文館） 1976
- 『新編世界むかし話集』全10冊（社会思想社、現代教養文庫） 1976 - 1977
- 『神々のとどろき 北欧神話』（ドロシー・ハスフォード、岩波書店） 1976
- 『3びきのくま イギリスのはなし』（コーキ出版） 1977
- 『つきとたいよう トーゴのはなし』（コーキ出版） 1977
- 『パンケーキのはなし ノルウェーのはなし』（コーキ出版） 1977
- 『なみだのこうずい』（ペーター・ブレンナー、佑学社） 1978
- 『十字架』（ウンセット、林穣二共訳、主婦の友社、キリスト教文学の世界12） 1978
- 『デンマークの昔話』（三弥井書店、世界民間文芸叢書 別巻） 1978
- 『ごうじょっぱりのピエロ』（ミッシャ・ダムヤン、佑学社） 1978
- 『ギリシア神話』（エディス＝ハミルトン、田代彩子共訳、偕成社） 1980
- 『フェアリー』（アラン・リー、サンリオ） 1980
- 『神がみの戦い（ギリシア神話）』（メネラオス・ステファニデス、ぎょうせい） 1982
- 『エウローペー（ギリシア神話）』 （ステファニデス、ぎょうせい） 1983
- 『北欧神話』（キーヴィン・クロスリイ＝ホランド、米原まり子共訳、青土社） 1983、のち新版『北欧神話物語』（改題） 1991
- 『神の仮面 西洋神話の構造』（ジョゼフ・キャンベル、青土社） 1985

### イエンス・ペーター・ヤコブセン
- 『ニイルス・リーネ』（ヤコブセン、大観堂書店） 1940、のち改題『死と愛』（角川文庫）
- 『ここに薔薇あらば』（蒼樹社、ヤコブセン全集1） 1947、のち角川文庫
- 『マリイ・グルッベ夫人』（蒼樹社、ヤコブセン全集3-4） 1948、のち新潮文庫
- 『ヤコブセン全集』（青娥書房） 1975

### ヨハン・アウグスト・ストリンドベリ
- 『ある魂の生長』（ストリンドベリ、改造文庫） 1941
- 『白鳥姫 / 冠の花嫁』（ストリンドベリ、創元文庫） 1952
- 『ダマスクスへ』（ストリンドベリ、河出書房、世界文学全集） 1952
- 『痴人の告白』（ストリンドベリ、河出書房、世界文学全集） 1955

### アーダルベルト・シュティフター
- 『森の小径』（シュティフター、大観堂） 1943、のち新潮文庫
- 『樅の木のほとり』（シュティフター、臼井書房） 1949
- 『ジプシーの少女』（シュティフター、偕成社、世界少女名作全集） 1959

### ラビンドラナート・タゴール
- 『タゴール詩集』（タゴール、河出書房） 1943、のち角川文庫
- 『タゴール著作集』第1・第6 （タゴール、アポロン社） 1959
- 『カブールからきたくだもの売り』（タゴール、旺文社） 1971

### ヘンリック・イプセン
- 『人形の家』（イプセン、創元文庫、イプセン選集1） 1953年 のち角川文庫）
- 『民衆の敵』（イプセン、創元文庫、イプセン選集2） 1953
- 『幽霊』（イプセン、創元文庫、イプセン選集3） 1953
- 『海の夫人』（イプセン、創元文庫、イプセン選集5） 1953
- 『小さいイヨルフ / われら死者の目ざめる時』（イプセン、創元文庫、イプセン選集6） 1953
- 『野鴨』（イプセン、河出書房新社世界文学全集） 1962
- 『建築師ソルネス』（イプセン、中央公論社、世界の文学） 1966

### アンデルセン
- 『アンデルセン童話全集 1』（アンデルセン、河出書房） 1953
- 『アンデルセン童話集 第2 おやゆび姫』（アンデルセン、新潮文庫） 1953
- 『絵のない絵本』（アンデルセン、童心社） 1966
- 『アンデルセン童話集』全3冊（アンデルセン、角川文庫） 1976 - 1977
- 『アンデルセン詩集』（アンデルセン、弥生書房） 1981

### ヨーン・スウェンソン
- 『ノンニの冒険』（ヨーン・スウェンソン、講談社） 1954
- 『ノンニ少年の大航海』（ヨン・スウェンソン、宝文館） 1957
- 『ノンニとマンニの冒険』（ヨーン・スウェンソン、国土社） 1976
- 『ノンニ兄弟のふしぎな冒険』（スウェンソン、ぎょうせい） 1982

### アストリッド・リンドグレーン
- 『白馬の王子ミオ』（アストリッド・リンドグレーン、講談社、現代児童名作全集） 1958
- 『いたずらっ子マディケン』（リンドグレーン、偕成社） 1966
- 『ロッタちゃんのひっこし』（アストリッド・リンドグレーン、偕成社） 1966
- 『きつねとトムテ』（リンドグレーン、ポプラ社） 1967
- 『さわぎや通りの子どもたち』（リンドグレーン、講談社） 1969
- 『ペーテルとペトラ』（リンドグレーン、旺文社） 1971
- 『おにんぎょうのミラベル』（リンドグレーン、文研出版） 1973
- 『妖精にあげたハンカチ』（リンドグレーン、サンリオ） 1976
- 『ロッタちゃんとじてんしゃ』（リンドグレーン、偕成社） 1976
- 『ロッタちゃんとクリスマスツリー』（リンドグレーン、偕成社） 1979
- 『ちいさいロッタちゃん』（リンドグレーン、偕成社） 1980

### トーベ・ヤンソン
- 『ムーミン谷の冬』（トーベ・ヤンソン、講談社、トーベ・ヤンソン全集4） 1964、のち文庫、のち新版 2020
- 『たのしいムーミン一家』（トーベ・ヤンソン、講談社、トーベ・ヤンソン全集1） 1965、のち文庫、のち新版 2020
- 『ムーミン谷の仲間たち』（トーベ・ヤンソン、講談社、トーベ・ヤンソン全集5） 1968、のち文庫、のち新版 2020
- 『さびしがりやのクニット』（トーベ・ヤンソン、講談社） 1971
- 『それからどうなるの』（トーベ・ヤンソン、講談社） 1971